# Thera ishizukai
Thera ishizukai är en fjärilsart som beskrevs av Inoue 1955. Thera ishizukai ingår i släktet Thera och familjen mätare. Inga underarter finns listade i Catalogue of Life.